# Lisa Meyerlist

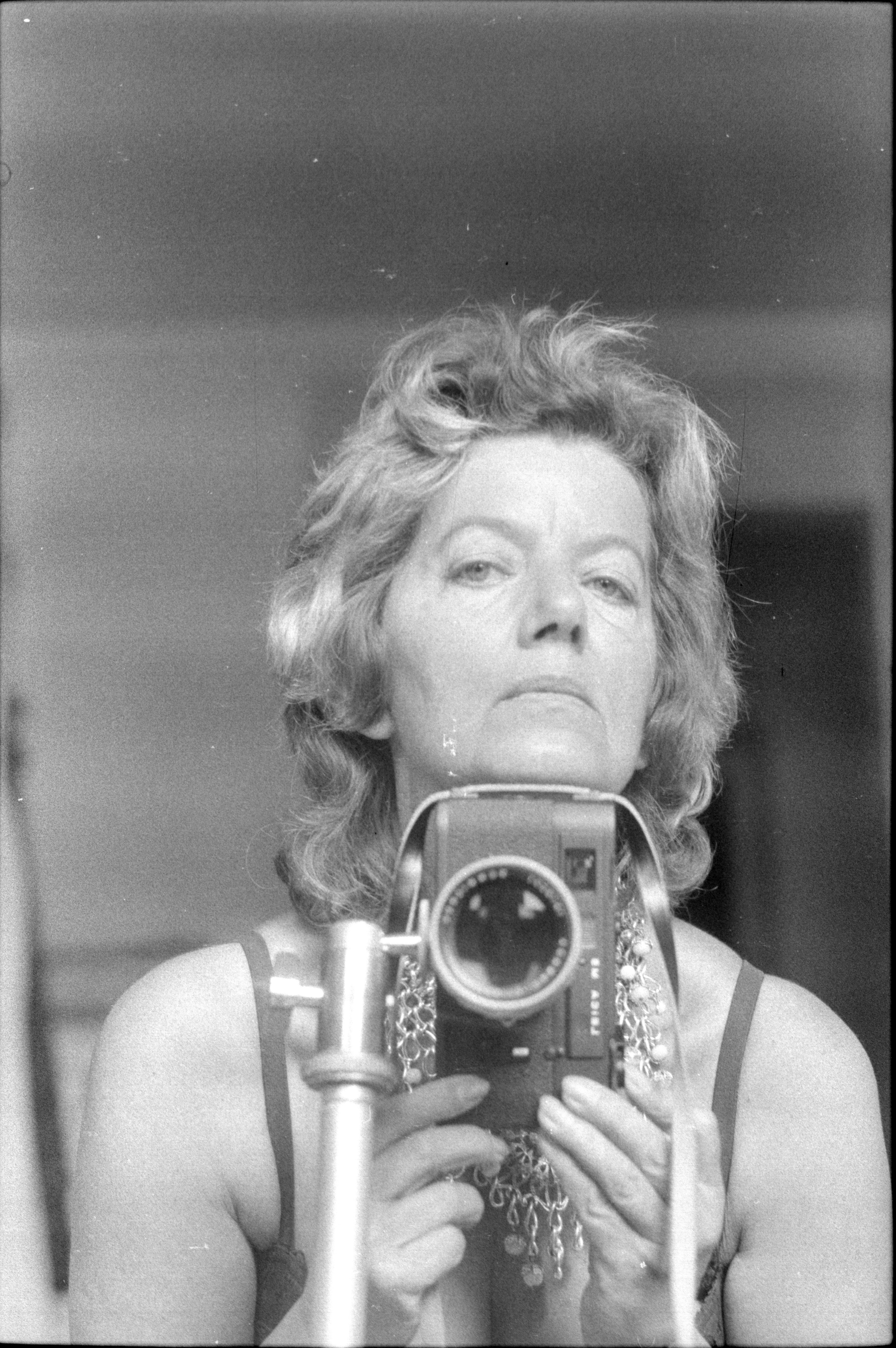
Selbstportrait von Lisa Meyerlist (ca. 1970)

Lisa Meyerlist (* 6. September 1914 als Liselotte List in Lauterbach (Hessen); † 2. Dezember 2008 in Luzern) war eine Schweizer Fotografin.

## Leben
Lisa Meyerlist wuchs in einer wohlhabenden Familie auf. Sie besuchte die Kunstschule und erlernte das Fotografieren zunächst autodidaktisch. Ihre erste Kamera bekam sie mit zwanzig Jahren von ihren Eltern. Als junge Frau kam sie in die Schweiz und heiratete den Maler Rolf Meyer. Mit ihm hatte sie zwei Kinder. Viele Jahre lebte sie mit ihrer Familie in Florenz. Nach ihrer Scheidung begann sie als eine der ersten Frauen der Schweiz als Fotoreporterin zu arbeiten.
Meyerlist war Bildchronistin der Internationalen Musikfestwochen in Luzern. Durch ihre Aufnahmen der Stardirigenten wurde sie bekannt. Sie fotografierte in Mexiko, Guatemala, Asien und Afrika. Meyerlist arbeitete und reiste unter anderem für die Neue Zürcher Zeitung. Sie porträtierte Arturo Toscanini (1938), Herbert von Karajan (1948), Arthur Rubinstein und Federico Fellini.
Der Schweizer Kulturjournalist, Publizist und Soziologe Felix Schenker sichtete über mehrere Wochen das Fotoarchiv von Meyerlist und stellte danach ein Fotobuch zusammen mit Texten der Journalisten Pirmin Bossart und Marco Meier. Lisa Meyerlist – Fotoreporterin erschien im Verlag Das fünfte Tier. Er begleitete die Fotografin auch im Film «Lisa – Dieses Leben Gopfridstutz!» von Liliana Piantini, der im Mai 2017 in der Sendung «Sternstunde Kunst» von Schweizer Radio und Fernsehen gezeigt wurde.
Der Nachlass der Fotografin befindet sich im Staatsarchiv Luzern.

## Zitate
- «Sich verlieben, das hört nie auf.» (2006)
- «Ich bin ein massloser Mensch, und das hat mich weitergebracht.» (2006, in einem Artikel im NZZ Folio von Gudrun Sachse)

## Film
- Lisa – Dieses Leben Gopfridstutz! Dokumentarfilm von Liliana Piantini und Marianne Quarti, Ludianofilm Sagl.